# غدار: الفصل الثاني
غدار: الفصل الثاني (بالإنجليزية: Insidious: Chapter 2)‏ هو فيلم رعب خارق للطبيعة أمريكي 2013 من إخراج جميس وان. هو تتمة للجزء الأول «غدار» (2011). كحال سابقه، الفيلم من بطولة باتريك ويلسن بدور جوش لامبرت و‌روز بيرن بدور زوجته ريناي لامبرت. في الفيلم يحاول كلاهما كشف السر الذي جعلهم متصلين بشكل خطير «بعالم الأرواح». صدر الفيلم في 13 سبتمبر 2013 في الولايات المتحدة والتي صادف أنها الجمعة الثالث عشر، و26 سبتمبر في الوطن العربي، عدا مصر في 2 أكتوبر.
بدء تطوير الفيلم منذ بداية 2012، وبدء التصوير في 15 يناير 2013 في لوس أنجلوس بميزانية أكبر بقليل من الجزء الأول. جوزيف بشارة لحنَ الموسيقى التصويرية للفيلم إضافة للجزء الأول.

## وصلات خارجية
- غدار: الفصل الثاني على موقع IMDb (الإنجليزية)
- غدار: الفصل الثاني على موقع ميتاكريتيك (الإنجليزية)
- غدار: الفصل الثاني على موقع روتن توميتوز (الإنجليزية)
- غدار: الفصل الثاني على موقع نتفليكس (الإنجليزية)
- غدار: الفصل الثاني على موقع قاعدة بيانات الأفلام العربية
- غدار: الفصل الثاني على موقع ألو سيني (الفرنسية)
- غدار: الفصل الثاني على موقع أول موفي (الإنجليزية)
- غدار: الفصل الثاني على موقع بوكس أوفيس موجو (الإنجليزية)
- غدار: الفصل الثاني على موقع فيلمافينيتي (الإسبانية)
- غدار: الفصل الثاني على موقع قاعدة بيانات الأفلام السويدية (السويدية)
- غدار: الفصل الثاني في قاعدة بيانات الأفلام العربية